# مرادعلی کندی
مرادعلی کندی یک روستا در ایران است که در دهستان قشلاق جنوبی واقع شده‌است. مرادعلی کندی ۱۱۸ نفر جمعیت دارد.